# Yoshio Taniguchi
Pour les articles homonymes, voir Taniguchi.
Yoshio Taniguchi (谷口 吉生, Taniguchi Yoshio), né à Tokyo le 17 octobre 1937 et mort le 16 décembre 2024,, est un architecte japonais contemporain.

## Biographie
Yoshio Taniguchi est né à Tokyo en 1937. Il est le fils de l'architecte Yoshirō Taniguchi (1904-1979). Après des études secondaires, il est diplômé d'architecture et d'ingénierie mécanique de l'université Keiō à Tokyo en 1960. Il poursuit ses études à Harvard et obtient en 1964 un master en architecture et en design.
De 1964 à 1972, il exerce au sein du cabinet de Kenzō Tange et y complète son apprentissage. En 1972-1973, il retourne aux États-Unis comme maître de conférences en architecture à l'université de Californie à Los Angeles.
En 1975, à Tokyo, il fonde Taniguchi, Takamiya and Associates puis, en 1979, Taniguchi and Associates ; il en est le président. À partir de 1981 il enseigne régulièrement à l'université de Tokyo, aussi bien en architecture qu'en technologie.
En décembre 1997, le MoMA (Museum of Modern Art de New York) choisit Yoshio Taniguchi pour une réfection et un agrandissement du musée avec 18 600 m2 supplémentaires.
L'ensemble s'étend désormais de la 53e à la 54e avenue et occupe, sur six étages, une surface totale de près de 58 000 m2. L'architecte voulant lier le passé au présent, quelques éléments, dont la façade de Philip Johnson de 1964 et le jardin de sculpture, ont été préservés et intégrés dans l'architecture du nouveau bâtiment qui privilégie les circulations. L'ouverture au public a eu lieu le 20 novembre 2004.

## Principales réalisations
- 1961 : Hôtel Okura de Tokyo
- 1978 : Shiseido Art Museum, Kakegawa, Préfecture de Shizuoka,
- 1983 : Ken Domon Museum of Photography, Sakata, Préfecture de Yamagata,
- 1989 : Tokyo Sea Life Park Aquarium, Edogawa-ku, Tokyo,
- 1989 : Nagano Prefectural Shinano Art Museum, Higashiyama Kaii Gallery, Préfecture de Nagano,
- 1990 : Bibliothèque municipale de Kanazawa, Préfecture d'Ishikawa,
- 1991 : Musée d'art contemporain Marugame Genichiro-Inokuma, préfecture de Kagawa, île de Shikoku,
- 1995 : Parc de Kasai Rinkai View Plaza Rest House, Edogawa-ku, Tokyo,
- 1995 : Musée municipal d'Art de Toyota, Préfecture de Aichi,
- 1999 : Galerie des trésors d'Horyuji, Tokyo National Museum, Parc Ueno, Taito-ku, Tokyo,
- 2004 : Rénovation et agrandissement du Museum of Modern Art de New-York,
- 2004 : Higashiyama Kaii Museum, Préfecture de Kagawa,
- 2009 : Siège social de Nissan, Yokohama.
- 2017 : Ginza Six, Tokyo